# Capitellum parvicruzae
Capitellum parvicruzae (малий санта-круський сцинк) — вид сцинкоподібних ящірок родини сцинкових (Scincidae). Ендемік Американських Віргінських Островів.

## Поширення і екологія
Малі санта-круські сцинки відомі за типовим зразком, зібраним на острові Санта-Крус в архіпелазі Віргінських островів у 1875 році.

## Збереження
МСОП класифікує цей вид як такий, що перебуває на межі зникнення, хоча, можливо, цей вид вже вимер внаслідок хижацтва з боку інвазивних мангустів і щурів.